# ناحوم غولدمان
ناحوم غولدمان (10 يوليو 1895 – 29 أغسطس 1982) صهيوني رائد. كان من مؤسسي المؤتمر اليهودي العالمي ورئيسه من 1951 إلى 1978 ، وكان أيضا رئيس المنظمة الصهيونية العالمية من 1956 إلى 1968.
ولد ناحوم غولدمان في فيشنيفو، الإمبراطورية الروسية، وهي قرية يهودية في نطاق الاستيطان (الآن فيشنييفا، روسيا البيضاء)، وهو ابن عائلة ليتوانية تهوى القراءة والكاتبة، كان والده صهيونيًا متحمسًا. في سن السادسة، انتقل مع والديه إلى فرانكفورت، ألمانيا، حيث كان والده يستضيف صهاينة ومثقفين بارزين، وحيث حضر Musterschule. في عام 1911، بينما كان لا يزال في المدرسة الثانوية، التحق هو ووالده بالمؤتمر الصهيوني العاشر. ذهب غولدمان لدراسة القانون والتاريخ والفلسفة في ماربورغ وهايدلبرغ وبرلين. تخرج في القانون والفلسفة.
في عام 1913 قام بزيارة فلسطين لمدة أربعة أشهر، ونشر انطباعاته في العام التالي في كتابه إيرتس إسرائيل، Reisebrife aus Palästina (إيرتس إسرائيل، رسائل السفر من فلسطين)، التي نشرت في طبعتين. في عام 1916–18، عمل غولدمان في مكتب الاستخبارات لشؤون الشرق، وهو مكتب استخبارات ودعاية مرتبط بوزارة الخارجية الألمانية، التي حاولت استغلال التيارات القومية العرقية والدينية داخل الدولة العثمانية مثل القومية التركية والإسلاموية والصهيونية في سبيل المصالح الألمانية، لمحاربة النفوذ البريطاني والفرنسي المتزايد في المنطقة. في تلك الآونة كان رئيس مكتب الاستخبارات لشؤون الشرق هو الأستاذ د. أوجين ميتفوخ، أحد كبار المستعربين والمستشرقين الألمان وفي الوقت نفسه شخصية رائدة بين الجالية اليهودية في ألمانيا. في هذه الفترة، حاول تجنيد دعم القيصر فيلهلم للمثل الصهيوني. في عام 1922 أسس جمعية إشكول للنشر، وشارك في نشر مجلة صهيونية. في عام 1929 بدأ هو وجاكوب كلاتزكين مشروع موسوعة اليهودية، الذي عكس عمل كبار العلماء اليهود في ذلك الوقت. نشرت جمعية إشكول للنشر عشرة مجلدات للموسوعة اليهودية باللغة الألمانية ومجلدين باللغة العبرية. اتهم جولدمان زورا من قبل النازيين باعتباره عميل شيوعي سري بعد فترة وجيزة من انقلاب بير هول.
في عام 1934 تزوج من أليس غوتشالك وأنجبا ولدين، غيدو، من مواليد 1938 في سويسرا، أسس صندوق مارشال الألماني في الولايات المتحدة عام 1972، وميشائيل.
في نوفمبر 1934، قدم غولدمان التماسًا للحصول على دعم موسوليني فيما يتعلق بيهود السار، وهي منطقة على وشك إعادة توحيدها مع ما كان يعرف آنذاك بألمانيا النازية. في عام 1933، تمكن من الإفلات من الاعتقال من قبل الجستابو لوجوده في فلسطين لحضور جنازة والده.
في عام 1935 جُرد من جنسيته الألمانية، وأصبح مواطنًا في هندوراس ويعود الفضل في ذلك إلى تدخل الوزير الفرنسي لويس بارثو. في وقت لاحق انتقل إلى الولايات المتحدة، واستقر في مدينة نيويورك، حيث مثل الوكالة اليهودية لعدة سنوات.

## وجهات النظر والآراء
على الرغم من أنه مؤيد بشدة للصهيونية, كان جولدمان أيضًا مؤيدًا قويًا لفكرة الشتات حيث شعر جولدمان أن الدولة اليهودية لن تلبي جميع احتياجات الشعب اليهودي. كان قلقًا بشأن الانصهار اليهودي، وحارب لتعزيز التعليم والثقافة والمؤسسات اليهودية خارج إسرائيل.
كان غولدمان منتقدًا لإسرائيل لما اعتبره اعتمادها المفرط على القوة العسكرية، وعدم تقديم المزيد من التنازلات بعد حرب الأيام الستة عام 1967, وإذ يدعو إلى اتخاذ موقف مفاده أن الفرصة الوحيدة لبقاء إسرائيل على المدى الطويل هي قبول حقوق الفلسطينيين كشعب.
ودافع عدة مرات عن التعايش السلمي بين العرب والإسرائيليين، قائلا: "لا يمكن أن يكون هناك مستقبل للدولة اليهودية ما لم يتم التوصل إلى اتفاق مع العرب."
في أكتوبر 1967، التقى بالزعيم اليوغوسلافي جوزيف بروز تيتو، وطلب منه إبلاغ القادة الشيوعيين الآخرين، وكذلك القادة العرب، بأفكاره للتسوية السلمية. في أوائل عام 1970، تمت دعوته لإجراء محادثات من قبل الرئيس المصري جمال عبد الناصر ولكن الحكومة الإسرائيلية منعته. حتى أن محاولات الاتصال بزعيم منظمة التحرير الفلسطينية ياسر عرفات، في عام 1974، كان يُنظر إليها على أنها خيانة عظمى، وهي وجهة نظر متشددة اعتقد جولدمان أنها حمقاء. في عام 1982، دعا رئيس الوزراء الإسرائيلي إلى عدم إحياء معاداة الصهيونية ومعاداة السامية مع غزو لبنان.
في عام 1977، أعرب غولدمان عن إحباطه من نهج إسرائيل في عملية السلام:
خلال 30 عاما، لم تقدم إسرائيل أبدا للعرب خطة سلام واحدة. لقد رفضت كل خطة تسوية وضعها أصدقاؤها وأعداؤها. يبدو أنها لا تحمل أي هدف آخر سوى الحفاظ على الوضع الراهن مع إضافة الأراضي قطعة قطعة.
1. 1 2  Dalibor Brozović; Tomislav Ladan (1999.), Hrvatska enciklopedija (بالكرواتية), Leksikografski zavod Miroslav Krleža, OL:120005M, QID:Q1789619 {{استشهاد}}: تحقق من التاريخ في: |publication-date= (help)
2. 1 2  Brockhaus Enzyklopädie (بالألمانية), OL:19088695W, QID:Q237227
3. 1 2 3   http://www.dla-marbach.de/index.php?id=448&ADISDB=PE&WEB=JA&ADISOI=00187995. {{استشهاد ويب}}: |url= بحاجة لعنوان (مساعدة) والوسيط |title= غير موجود أو فارغ (من ويكي بيانات) (مساعدة)
4. ↑   http://www.bundesarchiv.de/cocoon/barch/0000/z/z1960a/kap1_7/para2_49.html;jsessionid=5A1521FA8B935F08A7B1258399B2EA55?highlight=true&search=%22Goldmann,%20Nahum%22&stemming=false&field=all#highlightedTerm. {{استشهاد ويب}}: |url= بحاجة لعنوان (مساعدة) والوسيط |title= غير موجود أو فارغ (من ويكي بيانات) (مساعدة)